# Tania Kambouri
Tania Kambouri (griechisch Τάνια Καμπούρη, geboren 1983 in Bochum) ist eine deutsche Polizeibeamtin griechischer Abstammung. Sie ist Autorin des im Oktober 2015 erschienenen Buches Deutschland im Blaulicht – Notruf einer Polizistin, das vier Wochen auf Platz 1 der Spiegel-Bestsellerliste stand, in den Medien vielfach rezipiert wurde und Diskussionen über das Verhalten von Migranten gegenüber Polizisten in Deutschland anstieß.

## Leben
Tania Kambouri wuchs als Tochter griechischer Eltern im Bochumer Stadtteil Hamme auf. Gemeinsam mit einer Freundin türkischer Abstammung beschloss sie nach Abschluss der mittleren Reife gegen den Rat ihrer Lehrer, ihre Ausbildung auf dem Gymnasium fortzusetzen. Anschließend verwirklichte sie ihren langgehegten Berufswunsch und wurde Polizistin.

### Leserbrief und Reaktionen
Nachdem Kambouri im Dienst wiederholt von Personen mit Migrationshintergrund beschimpft und beleidigt worden war, schrieb sie Ende 2013 einen Leserbrief an die Zeitschrift der Gewerkschaft der Polizei (GdP), um den Artikel einer Berliner Sozialwissenschaftlerin um Erfahrungen aus dem eigenen Berufsalltag zu ergänzen. Sie berichtete aus zehn Jahren im Streifendienst, dass sie und ihre Kollegen täglich mit straffälligen Migranten konfrontiert würden, darunter größtenteils Muslime, die der Polizei keinerlei Respekt entgegenbrächten. Die Respektlosigkeit fange schon im Kindesalter an.
Äußerungen ihrer deutschen Freunde und Kollegen, sie fühlten sich in ihrem eigenen Land nicht mehr wohl, könne sie nachvollziehen. Sie selbst fühle sich als Migrantin wegen der Überzahl ausländischer Straftäter in vielen Stadtteilen auch nicht mehr wohl. Nur wegen des eigenen Migrationshintergrundes könne sie diese Dinge überhaupt öffentlich aussprechen. Die deutschen Kollegen scheuten sich, „da sofort die alte Leier mit den Nazis anfängt.“ Die Deutschen hätten sich bei solchen Fragen einen „Maulkorb“ auferlegt und ließen kriminellen Migranten alle Freiheiten. Erschütternd sei, dass mittlerweile auch Vorgesetzte rieten, Anzeigen wegen Beleidigung, Widerstands oder Körperverletzung gegen Täter ausländischer Herkunft zu unterlassen, weil das nur Ärger bringe. Es dürfe nicht sein, dass Polizisten fürchten müssten, bei jeder rechtmäßigen Maßnahme gegen straffällige Migranten sanktioniert zu werden. Auch sei nicht hinnehmbar, dass Menschen, die das Grundgesetz nicht achteten und eine Parallelgesellschaft bildeten, in Deutschland tun und lassen könnten, was sie wollten. Dem könne man nur noch mit Geldstrafen, Kürzung oder Streichung sämtlicher Hilfen durch den Staat oder Gefängnis Einhalt gebieten, eine „sanfte Linie“ bringe nach ihrer Erfahrung nichts.
Der Brief erhielt nach Angaben des GdP-Vorsitzenden Oliver Malchow ein „überwältigendes Echo“. Viele Polizisten aus ganz Deutschland meldeten sich bei der Zeitschrift, die meisten lobten Kambouris Mut und bestätigten ihre Aussagen. Einige wenige äußerten sich kritisch, sahen in der Diskussion „Stammtischparolen“ oder forderten anstelle härterer Sanktionen mehr Prävention. Im März 2014 nahm Kambouri auf der Landesdelegiertenkonferenz der GdP in Dortmund an einer Diskussion mit dem nordrhein-westfälischen Innenminister Ralf Jäger teil und forderte unter Beifall von rund 450 Kollegen mehr Rückhalt seitens der Politik. In einem weiteren Beitrag für die GdP-Zeitschrift stellte Kambouri klar, sie wolle etwas Positives für das Land erreichen und Politiker und Richter veranlassen, sich über die genannten Probleme Gedanken zu machen, bevor sie schlimmer würden.
Viele Zeitungen berichteten über ihre Teilnahme in Dortmund, und Talkshows fragten wegen eines Auftritts an. Kambouri wollte zunächst nicht vor einer breiteren Öffentlichkeit in Erscheinung treten, da sie weiter ihrem Polizeiberuf nachgehen wollte. Ein Verlag bot ihr an, über ihre Erlebnisse ein Buch zu schreiben, machte jedoch weitere öffentliche Auftritte zur Bedingung. Schließlich willigte sie ein, da man die Öffentlichkeit auf die Probleme aufmerksam machen müsse, damit sich etwas ändere.

### Buchveröffentlichung und Resonanz
Im Oktober 2015 veröffentlichte Kambouri das Buch Deutschland im Blaulicht – Notruf einer Polizistin.
Christoph Elflein, Frank Lehmkuhl, Axel Spilcker und Marco Wisniewski urteilten im Focus, das Buch lese sich wie eine Anklage gegen eine in Teilen schiefgelaufene Integrationspolitik und ein Weckruf an all jene, die solche unliebsamen Wahrheiten nicht hören wollten. Auch Reiner Burger nannte das Buch in der Frankfurter Allgemeinen Zeitung einen Weckruf. Sätze wie „Falls wir das unterlassen, uns stattdessen noch länger von Sozialromantikern und Kulturrelativisten blenden lassen oder die Probleme nur halbherzig angehen, steht unsere Gesellschaft vor einer inneren Zerreißprobe“ erinnerten ein wenig an Thilo Sarrazin, Kambouri distanziere sich aber von ihm und nenne stattdessen Heinz Buschkowsky und Kirsten Heisig als ihre Bezugsgrößen. Kristian Frigelj schrieb in der Welt, das Buch sei „gewissermaßen ein Tabubruch“, denn es erzähle schonungslos, dass gerade muslimisch geprägte Migranten die Staatsmacht attackierten, und bekomme zusätzliche Brisanz, weil das Thema Integration wegen der Flüchtlingskrise in Europa ab 2015 besonders dringlich geworden sei.
Matthias Bertsch nannte es im Deutschlandfunk ein ambivalentes Buch. Es bringe die Schattenseiten der Einwanderungsgesellschaft ans Licht, über die der sich progressiv und tolerant gebende Teil der Gesellschaft lieber schweige. Doch biete es kaum eine Antwort, wie die Integration der Muslime besser gestaltet werden könne. Es sei kein akademisches Buch, sondern ein Erfahrungsbericht aus der Perspektive einer Betroffenen, die zudem mit zahlreichen Kollegen gesprochen habe. „Ebenso plastisch wie drastisch“ würden die Probleme der multikulturellen Gesellschaft beschrieben und dabei auch manche Klischees bedient, insbesondere über muslimische Migranten.
Kurz nach Erscheinen erreichte das Buch Platz 1 der Spiegel-Bestsellerliste in der Kategorie Paperback Sachbuch und blieb dort vier Wochen lang. Kambouri gab eine Reihe von Interviews für Zeitungen, Fernsehen und Radio. Ferner trat sie in den Talkshows Menschen bei Maischberger, Markus Lanz, Hart aber fair und Maybrit Illner auf. Zu ihrem Auftritt bei Hart aber Fair kommentierte Arno Frank im Spiegel, Kambouri werbe nicht um Wählerstimmen oder Verständnis und wolle weder rechte Ressentiments noch gutmenschliche Erwartungen erfüllen, sondern einen Missstand benennen, den sie sehe.
Das Buch erschien später auch in niederländischer und slowakischer Sprache.

### Kontroverse
Für ihre Ende 2015 aufgestellte Behauptung, das BKA würde Zahlen zur Flüchtlingskriminalität fälschen oder beschönigen, da sie „politisch nicht gewollt“ seien bzw. um „keine Angst in der Öffentlichkeit zu schüren“, wurde Kambouri kritisiert, da sie keine Belege dafür vorbringen konnte. Das BKA wies die Vorwürfe umgehend zurück und Kambouri bezeichnete die gemachten Äußerungen Anfang 2016 als „unglücklich“.
Im November 2018 bekräftigte Kambouri ihre Aussagen über Migrantenkriminalität. Junge Männer mit Migrationshintergrund und Migranten aus Afrika und dem Nahen Osten bereiteten der Polizei weiterhin die meisten Probleme und würden immer mehr. Wolle man nicht die Kontrolle über ganze Viertel verlieren, müssten alle Behörden zusammenarbeiten und „endlich Härte zeigen (..) Die Realität aber ist: Wir lassen uns immer weiter einschüchtern, demütigen und für blöd verkaufen.“
2020 kritisierte sie die Politik wegen pauschaler Rassismusvorwürfe gegen Polizeibeamte scharf und warnte erneut, die Polizei könne „der wachsenden Gewaltbereitschaft immer weniger Einhalt gebieten“.

## Schriften
- Zu: Paralleljustiz in Deutschland, DP 10/13, Leserbrief an die Deutsche Polizei – Zeitschrift der Gewerkschaft der Polizei, 11/2013, S. 2–3.
- Deutschland im Blaulicht: Notruf einer Polizistin. Piper, München/Berlin 2015, ISBN 978-3-492-06024-0 (Ausschnitte bei Google Books).